# Gerda Hasselfeldt
Gerda Hasselfeldt (Straubing, 7 de julho de 1950 ) é uma política alemã da União Social Cristã (CSU) que atuou como vice-presidente do grupo parlamentar CDU/CSU e presidente do grupo de parlamentares da CSU no Bundestag. Após sua saída da política, ela se tornou presidente da Cruz Vermelha Alemã, em 2018.

## Carreira política

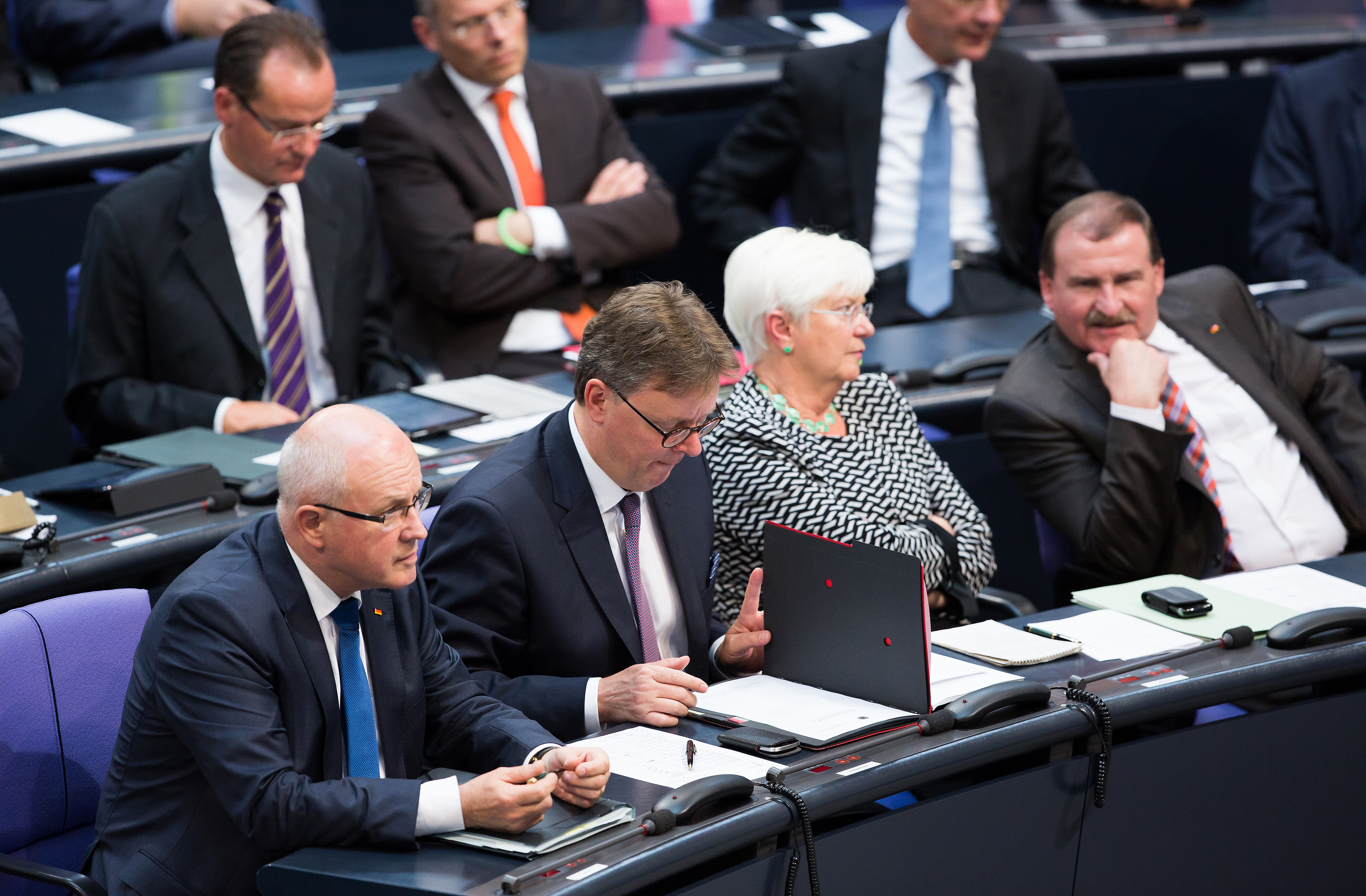
Gerda Hasselfeldt ao lado de Volker Kauder, Michael Grosse-Brömer e Max Straubinger no Bundestag, 2014

Economista de formação, Hasselfeldt tornou-se membra do Bundestag alemão após as eleições federais de 1987. Ela foi nomeada Ministra do Planejamento Regional, Construção e Desenvolvimento Urbano pelo então chanceler Helmut Kohl em uma remodelação do gabinete dois anos depois.
A partir de 1991, Hasselfeldt atuou como Ministra da Saúde. Ela anunciou sua renúncia em 27 de abril de 1992, dizendo que a prisão de seu assessor Reinhard Hoppe por supostamente espionar para a Polônia havia prejudicado sua saúde. Ela foi sucedida por Horst Seehofer.
Hasselfeldt foi porta-voz de política financeira do grupo parlamentar CDU/CSU por sete anos. Em 2002, tornou-se a primeira vice-presidente do grupo parlamentar, sob a liderança da presidente Angela Merkel.
Durante a campanha eleitoral de 2005, assumiu o comando da agricultura, proteção ao consumidor e meio ambiente, no gabinete paralelo de nove membros de Merkel.
Após as eleições federais de 2005 e 2009, Hasselfeldt foi eleita vice-presidente do Bundestag alemão. Ela ocupou esse cargo até ser eleita chefe do grupo de parlamentares CSU em 2011, sucedendo Hans-Peter Friedrich. De 2011 a 2017, ela liderou o grupo com seu copresidente, Volker Kauder.
Em abril de 2016, Hasselfeldt anunciou que não concorreria às eleições federais de 2017 e, em vez disso, renunciaria à política até o final do mandato parlamentar.

## Depois da política
De 2018 a 2019, Hasselfeldt atuou na chamada comissão de carvão do governo alemão, encarregada de desenvolver um plano sobre como eliminar o carvão e criar uma nova perspectiva econômica para as regiões de mineração de carvão do país. Em 2019, ela foi nomeada pelo Ministro de Cooperação Econômica e Desenvolvimento, Gerd Müller, como copresidente (ao lado de Bärbel Dieckmann) de uma comissão encarregada de elaborar recomendações sobre como lidar com as causas do deslocamento e da migração.

## Ideologia política

### Política social
Quando os membros dos democratas-cristãos de Merkel em 2012 pediram ao parlamento que concedesse aos casais gays os mesmos benefícios fiscais que os heterossexuais casados, Hasselfeldt protestou contra a ideia. "O casamento entre um homem e uma mulher deve ser especialmente protegido porque é fundamentalmente orientado para a propagação da vida – o que não é o caso das relações homossexuais”, disse Hasselfeldt. Em junho de 2017, ela votou contra a introdução do casamento entre pessoas do mesmo sexo na Alemanha.
Em uma carta de 2012 ao CEO da Amazon.com, Jeff Bezos, Hasselfeldt pediu ao varejista online que suspendesse as vendas de um quebra-cabeça infantil com a imagem do crematório no campo de concentração de Dachau, chamando o produto de 'um tapa na cara' para as vítimas do Holocausto.
Em 2014, Hasselfeldt rejeitou publicamente as queixas contra seu partido por causa de seu slogan "aqueles que cometerem fraude serão [expulsos]" - interpretado como uma insinuação de que trabalhadores imigrados poderiam estar fraudando a previdência social.

### Políticas europeias
Proponente de políticas rígidas durante a crise da Zona Euro, Hasselfeldt ajudou a articular a maioria dos legisladores alemães para aprovar uma série de medidas destinadas a ajudar a Grécia a se recuperar da crise da dívida soberana. Em 2011, ela exigiu que a Itália fizesse mais para convencer os mercados financeiros de sua qualidade de crédito após um rebaixamento de rating pela Standard & Poor's. Em 2013, disse que a Alemanha estava observando a França "com um grau de preocupação" e criticou o presidente francês François Hollande por não implementar cortes de gastos e reformas estruturais com "vigor suficiente". Em reação à decisão da Comissão Europeia de dar à França mais dois anos para cortar seu déficit no início de 2015, Hasselfeldt escreveu ao presidente do órgão, Jean-Claude Juncker, para dizer que a decisão – coincidindo com o pedido de que a Grécia seguisse as regras estabelecidas pelo bloco, apesar da resistência interna significativa – "não deve criar a impressão perigosa de que queremos aplicar padrões duplos", ou seja, as mesmas regras deveriam ser aplicadas a todos os países, independentemente do seu tamanho.
Criticando o roteiro para a definição de uma política fiscal para a Zona Euro, proposto em dezembro de 2012, pelo então presidente do Conselho Europeu, Herman Van Rompuy, Hasselfeldt rejeitou propostas sobre a capacidade fiscal da Zona. Van Rompuy, no documento em "Towards a Genuine Economic and Monetary Union", havia proposto a criação de um orçamento para a Zona. A princípio, a capacidade fiscal fora concebida como um apoio financeiro aos países que concordassem em implementar as reformas estruturais recomendadas pela Comissão Europeia. Posteriormente, a capacidade fiscal assumiu diferentes entendimentos, seja como um verdadeiro mecanismo de estabilização contra grandes choques assimétricos, seja como um apoio fiscal à união bancária. Segundo Hasselfeldt, então líder da bancada parlamentar da CSU, a "capacidade fiscal da Zona do Euro" lhe parecia uma "união de transferências", algo com que a maioria dos membros do parlamento não aceitaria.  
No contexto da tentativa fracassada da Turquia de banir o serviço de microblog Twitter em 2014, Hasselfeldt reafirmou que "[sua] posição sempre foi a de que a Turquia não deveria ser admitida na UE". Em 2016, Hasselfeldt mandou um recado duro ao Reino Unido, após o Brexit: "Para mim, está claro: saída significa saída. Os cidadãos precisam saber que, com essa decisão, não haverá tratamento especial para o Reino Unido."

### Vigilância e Edward Snowden
Em 2014, Hasselfeldt bloqueou uma tentativa, feita pela oposição, de trazer Edward Snowden à Alemanha para testemunhar, dizendo que isso prejudicaria as relações com os EUA e provavelmente forçaria o governo alemão a extraditá-lo para enfrentar acusações dos EUA de espionagem e de revelar dados da Agência de Segurança Nacional sobre vigilância.

## Outras atividades
- Fundação Alemã para a Cidadania Ativa e Voluntariado (DSEE), integrante do Conselho de Curadores (desde 2020)[26]
- Academia Federal de Políticas de Segurança (BAKS), integrante  do Conselho Consultivo (2015-2018)[27]

## Ligações externos
- Media relacionados com Gerda Hasselfeldt no Wikimedia Commons